# 竹酢液
竹酢液（ちくさくえき）とは、竹を蒸し焼きにして炭化するときに煙突から出る排気ガスを採取し、それを冷却することで液化させ収集したもの。木酢液の類型のひとつである。

## 収集
竹酢液を作るときに竹炭を焼く窯の温度は、一般的に100℃～400℃程度までで焼くものが良いとされる。100℃以上で集めると黄褐色の液体が採取され、その中には200種類以上のポリフェノール類や酢酸、蟻酸、アルコール類などの化学物質が含まれている。400℃を超えると比重の重いタール分が出てくる。

## 精製方法
- 静置法

採取した黄褐色の液（原液）を約一年間静置することによって、タールが沈殿した液の層、透明度の高い赤褐色の液の層、ゴミを含んだ液の層の3層に分離する。中層部の透明な部分を取り出してろ過分離したものが使われる。
- 蒸留法

静置法で取り出した液をさらに蒸留・精製したものである。無色透明に近いものが出来る。

## 効果・使用法
竹酢液の効果については現在研究が進められており、消臭や殺菌・防菌・防虫効果などがあるとされる。水虫やアトピーにも効いたという報告もあるが、逆効果だったという報告もある。科学的に検証されていない点もあり、体質も関係するだろうと予測される。